# Bulbophyllum regnellii
Bulbophyllum regnellii es una especie de orquídea epifita  originaria de  	 Brasil. 

## Descripción
Es una orquídea de pequeño tamaño, con hábitos de epifita con un duro rizoma leñoso que da lugar a pseudobulbos agrupados, casi redondos que llevan una sola hoja, con una quilla profundamente oblonga,  rígida, de color verde oscuro. Florece a finales del verano y principios del otoño en una inflorescencia, basal, ascendente que luego desciende abruptamente, de 25 cm de largo total, con el raquis en un ángulo recto con el pedúnculo, de 11 cm de largo, con varias flores que abren sucesivamente, alternas, pequeñas y bilateralmente comprimidas.

## Distribución y hábitat
Se encuentra en el sureste de Brasil en el musgo que cubre el matorral en crestas de las montañas, expuestas por el viento en las elevaciones de alrededor de 1.500 metros.   

## Taxonomía
Bulbophyllum regnellii fue descrita por Heinrich Gustav Reichenbach y publicado en Linnaea 22: 835. 1849.
Etimología
Bulbophyllum: nombre genérico que se refiere a la forma de las hojas que es bulbosa.
regnellii: epíteto otorgado en honor del botánico Anders Fredrik Regnell. 
Sinonimia
- Bulbophyllum sturmhoefelii Hoehne
- Didactyle regnellii Barb.Rodr.[3][4]